# عمرة بنت النعمان
عمرة بنت النعمان بن بشير الأنصاري، هي سيدة مسلمة كانت زوجة للمختار الثقفي.
هي بنت الصحابي النعمان بن بشير، وجدتها عمرة بنت رواحة، أخت الصحابي عبد الله بن رواحة.
اشتهرت بموقفها قبل مقتل زوجها المختار، حيث استدعاها مصعب بن الزبير، هي وزوجة المختار الأخرى أم ثابت بنت سمرة بن جندب، فسُألتا عن زوجهما فقالت أم ثابت: «ما عسيت أن أقول فِيهِ إلا ما تقولون فِيهِ أنتم»، فقالوا لها:«اذهبي»، وأما عمرة، فقالت:«إنه لكذب و إفتراء المختار لم يكن كذاباً و لا متقمصاً للدين بل أفضل و أعدل رجلٍ رأيت»، فغضب مصعب و إتهمها بأنها تصفه على انه نبي صاحب رسالة من أولى العزم فأمر بقتلها و قطع لسانها و رأسها،. فقال في ذلك الشاعر عمر بن أبي ربيعة: